# Steffi Jones
Stephanie Ann „Steffi“ Jones (* 22. Dezember 1972 in Frankfurt am Main) ist eine ehemalige deutsche Fußballspielerin. Sie spielte von 1991 bis 2007 in der Bundesliga und von 1993 bis 2007 in der Nationalmannschaft. Von 2008 bis 2011 war sie Präsidentin des Organisationskomitees für die Frauenfußball-Weltmeisterschaft 2011 und von 2011 bis 2015 Direktorin beim Deutschen Fußball-Bund. Von September 2016 bis März 2018 war sie Nachfolgerin von Silvia Neid als Bundestrainerin.

## Leben
Steffi Jones, Tochter eines afroamerikanischen US-Soldaten und einer Deutschen, wuchs in Frankfurt-Bonames auf. Später berichtete sie von Ausgrenzung und Diskriminierung im dortigen Kindergarten. Der Vater verließ die Familie und kehrte in die Vereinigten Staaten zurück, als sie drei Jahre alt war. Jones absolvierte eine Ausbildung als Groß- und Außenhandelskauffrau und eine Fußball-Lehrer-Ausbildung an der Deutschen Sporthochschule in Köln. Neben der deutschen besitzt sie auch die Staatsbürgerschaft der Vereinigten Staaten.
Jones ist seit 2012 mit Nicole Parma liiert. Am 7. Juni 2014 ließen beide eine Lebenspartnerschaft unter dem gemeinsamen Familiennamen Jones eintragen. Sie arbeitet in der IT-Firma ihrer Frau, engagiert sich sozial und hält Vorträge. Seit April 2019 betreut sie ehrenamtlich als Co-Trainerin die Landesliga-Frauenmannschaft des SSV Buer.
Ihre ehemalige Grundschule suchte sich 2023 Jones als Namensgeberin aus, nachdem der vorherige Patron August Jaspert aufgrund seines völkischen Hintergrunds nicht länger tragbar war. Die Schule begründete die Ehrung mit den Werten der Weltoffenheit und Toleranz, für die Jones und die Schule gleichermaßen stehen. „Das ist wirklich eine große Ehre, die ich mit Demut aufnehme“, wird Jones zitiert.

## Sportliche Karriere
Im Alter von vier Jahren begann Steffi Jones mit dem Fußballspielen. Von 1976 bis 1986 spielte sie in der männlichen Jugendmannschaft des SV Bonames in Frankfurt. Danach wechselte sie für fünf Jahre zur Frauenmannschaft der SG Praunheim. 1990 wurde sie mit 15 Treffern in 18 Begegnungen Oberliga-Torschützenkönigin und führte den Verein in die Bundesliga. In den folgenden Jahren wechselte sie häufig den Verein, was ihr den Ruf „Wechselkönigin der Bundesliga“ einbrachte: 1991/92 beim FSV Frankfurt, 1992/93 Rückkehr zur SG Praunheim, 1993/94 für den TuS Niederkirchen, 1994–1997 erneut für die SG Praunheim, 1997/98 wieder beim FSV Frankfurt, von 1998 bis 2000 für den SC 07 Bad Neuenahr und seit 2000 beim 1. FFC Frankfurt. Ihre aktive Laufbahn beendete sie Ende 2007. Zwischendurch spielte sie von 2002 bis 2003 in den USA in der Frauen-Profi-Liga (WUSA) für Washington Freedom, wo sie an der Seite der zweifachen Weltfußballerin Mia Hamm die US-Meisterschaft gewann.

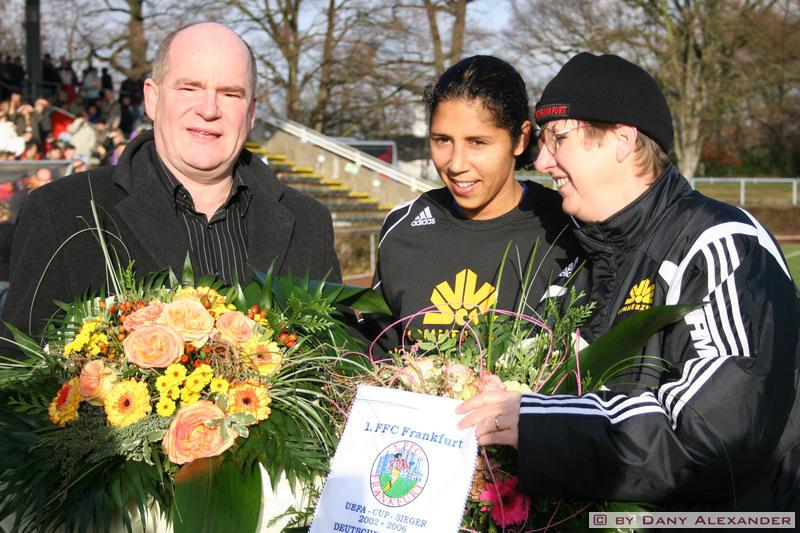
Abschied von Jones vom 1. FFC Frankfurt (Dezember 2007)

Ihr erstes Länderspiel bestritt Jones 1993 gegen Dänemark beim Spiel um Platz drei bei der Europameisterschaft, das verloren wurde. Jones wurde noch unter dem Namen Jones-Field eingewechselt. 1997 wurde sie erneut in den EM-Kader aufgeboten. Als Organisatorin der deutschen Abwehr hatte sie großen Anteil am Gewinn des EM-Titels, wurde am Ende in das All-Star-Team berufen und zur besten Abwehrspielerin des Turniers gekürt. 1999 nahm Steffi Jones an ihrer ersten WM teil. Ein Jahr später gewann sie mit der Nationalmannschaft die Bronzemedaille bei den Olympischen Spielen in Sydney. 2001 spielte sie im siegreichen deutschen Team bei der EM im eigenen Land.
Bei der Weltmeisterschaft 2003 in den USA zog sie sich im Vorrunden-Spiel gegen Argentinien einen Kreuzbandriss im rechten Knie zu und musste ein halbes Jahr pausieren. Bei den Olympischen Spielen 2004 in Athen errang sie die Bronzemedaille und wurde dafür am 16. März 2005 mit dem Silbernen Lorbeerblatt ausgezeichnet.
2005 wurde sie zum dritten Mal in Folge Europameisterin mit der Nationalmannschaft. Nach 111 Länderspielen erklärte sie am 26. März 2007 ihren Rücktritt aus dem Nationalteam. Ein Grund waren die körperlichen Verschleißerscheinungen nach 30 Jahren sportlicher Laufbahn.

## Tätigkeit beim DFB

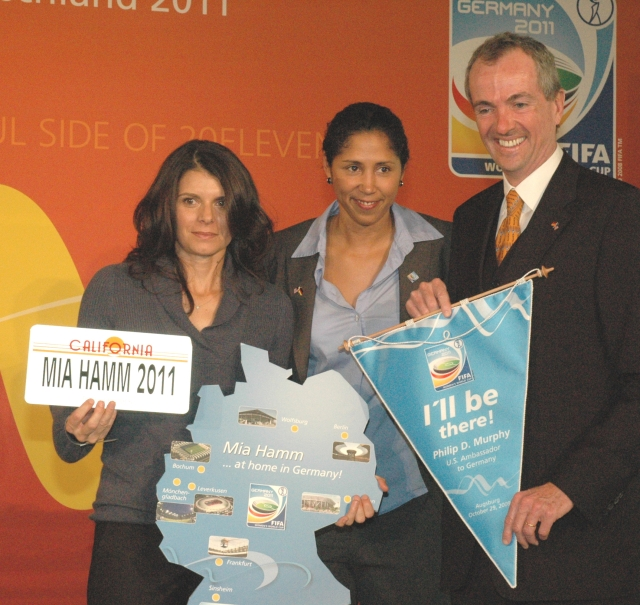
Jones mit der früheren US-Fußballerin Mia Hamm und dem US-Botschafter Philip D. Murphy im Rahmen der WM-Organisation in Augsburg (2009)

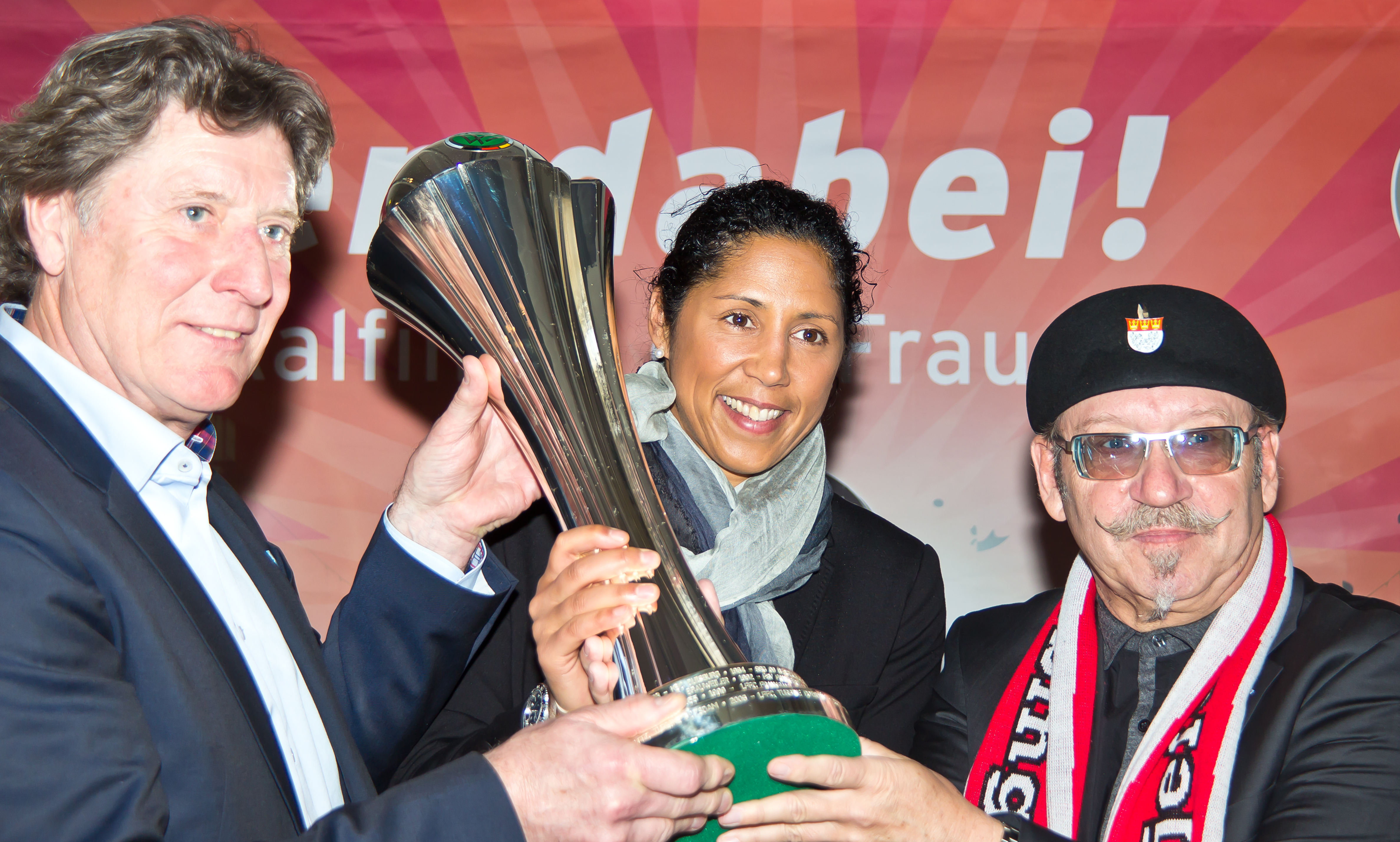
Jones übergibt als DFB-Direktorin den DFB-Pokal der Frauen für den 19. Mai 2013 an den Endspielort Köln. Entgegen nehmen den Pokal die beiden Botschafter, FC-Vizepräsident Toni Schumacher und Höhner-Schlagzeuger Janus Fröhlich.

Am 9. November 2007 berief der DFB Steffi Jones zur Präsidentin des Organisationskomitees für die Fußball-Weltmeisterschaft der Frauen 2011. Nach Abschluss dieser Tätigkeit, die sie am 1. Januar 2008 aufgenommen hatte und für die sie mehrfach geehrt wurde, wurde Steffi Jones Direktorin beim DFB, zuständig für die Bereiche Frauenfußball, Mädchenfußball und Schulfußball.
Nach den Olympischen Spielen 2016 in Rio de Janeiro wurde Jones Bundestrainerin der Frauennationalmannschaft als Nachfolgerin von Silvia Neid. Jones ist zwar im Besitz einer Fußballlehrer-Lizenz; da sie jedoch über keinerlei Trainererfahrung verfügte, wurde an der Entscheidung des DFB offen Kritik geäußert. Dabei war sie, um Erfahrungen zu sammeln, bereits im August 2015 Co-Trainerin von Neid geworden und hatte wenige Monate zuvor bei der U19-Nationalmannschaft in Griechenland unter dem damaligen Trainer Marcus Sorg hospitiert.
Bei der Fußball-Europameisterschaft der Frauen 2017 in den Niederlanden schied das Nationalteam durch eine 1:2-Niederlage im Viertelfinale gegen Dänemark aus. Im Anschluss an dieses frühe Ausscheiden wurde sowohl negative als auch positive Kritik an Jones geübt.
Nach dem Turnier sprach der DFB Jones das Vertrauen aus und verlängerte ihren Vertrag bis zur Weltmeisterschaft 2019 in Frankreich, mit der Option auf eine weitere Verlängerung bis zu den Olympischen Spielen 2020. Nach dem schlechten Abschneiden ihres Teams beim SheBelieves Cup 2018, bei dem dieses nur den letzten Platz belegte, wurde sie am 13. März 2018 mit sofortiger Wirkung von ihren Aufgaben entbunden.

## Weitere Tätigkeiten
Von Januar bis August 2019 war Jones ehrenamtliche Co-Trainerin der Frauen-Landesligamannschaft des SSV Buer 07/28.
Seit September 2019 ist sie ehrenamtliche Sportdirektorin für den Frauen- und Mädchenfußball beim SSV Buer.
Seit Juli 2025 ist Jones Mitglied des Aufsichtsrats des FC Schalke 04.

## Soziales Engagement
Steffi Jones wurde am 23. Februar 2012 zum Vorstandsmitglied der Bundesliga-Stiftung ernannt. Am 31. Oktober 2014 schied sie aufgrund einer Umstrukturierung der Stiftung wieder aus dem Vorstand aus. Zudem ist Steffi Jones Vorstandsmitglied bei Safe Sport e. V. Im Jahr 2023 erhielt Jones den Deutschen Dialogpreis in der Kategorie „Lebenswerk im Bereich Sport und Kultur“ als Anerkennung für ihre herausragenden Beiträge und langjährige Hingabe zu diesen Bereichen.  Die Auszeichnung würdigt Jones’ beeindruckende Karriere sowie ihren nachhaltigen Einfluss auf Sport und Kultur.

## Erfolge

### Vereinsfußball
- Deutsche Meisterin 1998 mit dem FSV Frankfurt
- Deutsche Meisterin 2001, 2002, 2003, 2005 und 2007 mit dem 1. FFC Frankfurt
- DFB-Pokalsiegerin 2001, 2002 und 2003 mit dem 1. FFC Frankfurt
- US-Meisterin 2003 mit Washington Freedom
- UEFA-Women’s-Cup-Siegerin mit dem 1. FFC Frankfurt 2002 und 2006

### Nationalmannschaft
- Weltmeisterin 2003
- Europameisterin 1997, 2001 und 2005
- Olympische Bronzemedaille 2000 und 2004

## Auszeichnungen
- 11. Juni 2006: Hessischer Verdienstorden am Bande „für jahrelanges ehrenamtliches Engagement als Schirmherrin des Projekts ‚Ballance 2006 – Integration und Toleranz für eine friedliche Fußball-Weltmeisterschaft.‘“[29]
- 2010: Georg-August-Zinn-Preis[30]
- FIFA-Botschafterin für den Frauenfußball[31]
- 2019: Aufnahme in die Hall of Fame
- 2023 Steffi-Jones-Grundschule in Bonames[32]

## Trivia
- Von ihren Mitspielerinnen wurde Jones „Schoko“ gerufen.[33]
- Jones ist nicht mit dem früheren Schalke-04-Spieler Jermaine Jones verwandt; ihre Mutter war allerdings Jermaine Jones’ Tagesmutter, so dass sich beide kennen; außerdem wuchsen sie im selben Stadtteil auf.[34]
- 2011 hatte Jones einen Gastauftritt in der Fernsehreihe Tatort in der Folge Im Abseits.
- Jones war bis Oktober 2011 Schirmherrin der Initiative Respekt! Kein Platz für Rassismus.
- Im Jahr 2020 nahm Jones an der 13. Staffel von Let’s Dance teil, schied aber bereits nach der ersten Sendung aus.[35] Ihr zugeordneter Tanzpartner war Robert Beitsch.
- Im Jahr 2021 war sie Teil der Dokumentation Schwarze Adler des Streaminganbieters Prime Video.

## Autobiografie
- Der Kick des Lebens: wie ich den Weg nach oben schaffte. Unter Mitarbeit von Broka Herrmann. Fischer-Taschenbuch-Verlag, Frankfurt am Main 2007, ISBN 978-3-596-17641-0.